# Kirche von Follingbo

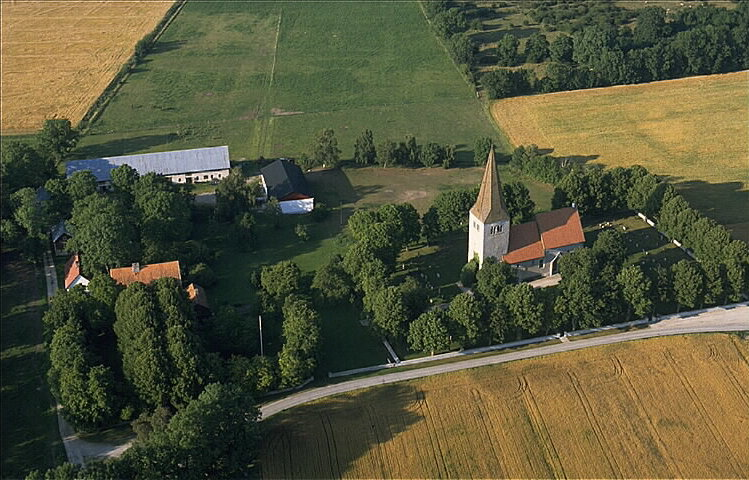
Kirche von Follingbo von Osten

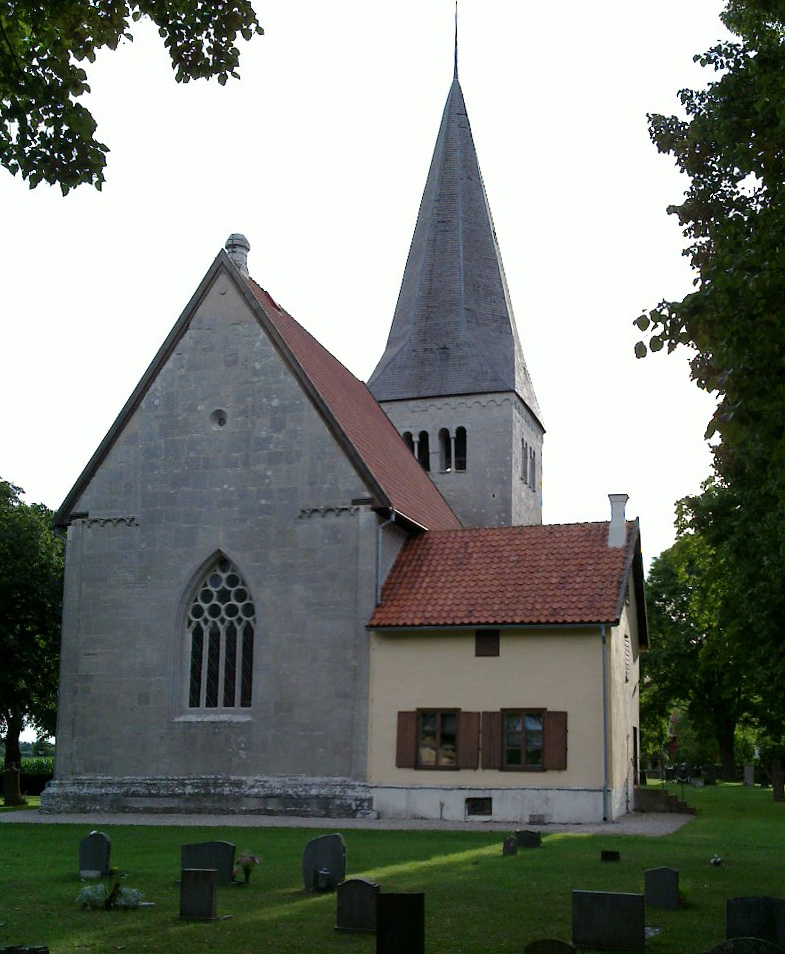
Kirche von Follingbo von Westen

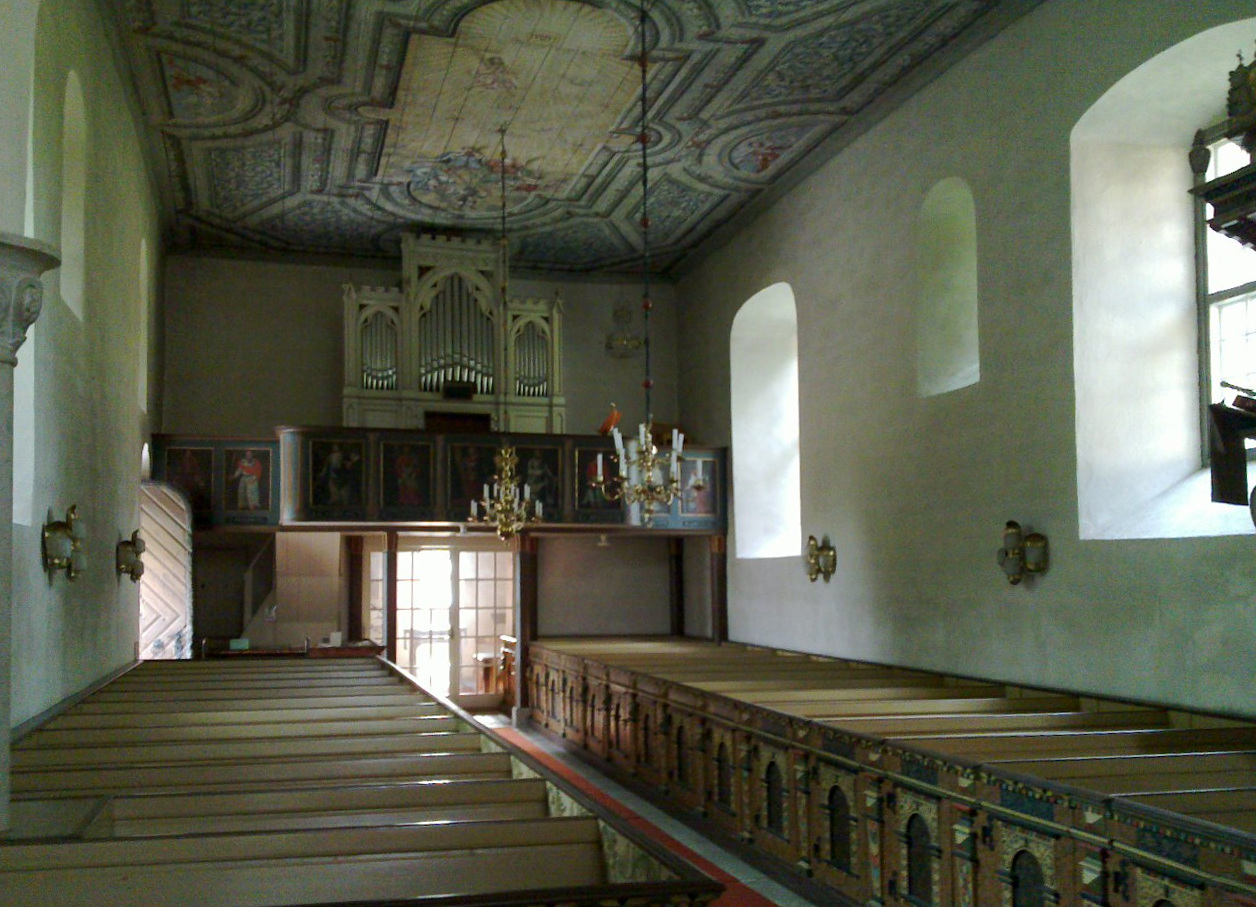
Follingbo innen

Die Kirche von Follingbo (schwedisch: Follingbo kyrka) ist ein architektonisch außergewöhnliches Beispiel hochklassiger romanischer Baukunst unter den Landkirchen auf der schwedischen Insel Gotland. Sie befindet sich nahe dem gleichnamigen Ort, 8 km südöstlich von Visby in der Nähe der Straße 143 von Visby nach Roma.

## Kirchenbau
Langhaus  und Kirchturm der Kirche, beide um 1200 erbaut, sind Beispiele klassischer romanischer Baukunst. Ihre Fassaden bestehen aus gleichmäßigen Schichten behauener Kalksteinquader. Sie kommen durch einen unter dem Dachfuß verlaufenden Rundbogenfries mit diskreten Lisenen zur Geltung. Portale und Fenster sind mit scharfen Konturen und sicherem Gefühl für Proportionen in die Mauern eingelassen. Die Ausschmückung beschränkt sich auf Ornamente am Kapitell des Südportals. 
An das Langhaus dürfte sich im Osten ein Chor mit Apsis angeschlossen haben, der Ende des 13. Jahrhunderts durch den jetzigen ersetzt wurde. Dessen reiche Portalausschmückung, sein ungewöhnlicher Dachfußfries und die plastisch geformte Triumphbogenöffnung verleihen ihm in der gotländischen Baukunst eine Sonderstellung. Die Altarwand ist von einem großen Maßwerkfenster durchbrochen, in dem sich noch Reste mittelalterlicher Glasmalerei befinden. Im Südfenster befinden sich Glasmalereien aus späterer Zeit (1588).
Dass der Westgiebel des Chores in Fachwerk und nicht als massives Mauerwerk konstruiert wurde, deutet darauf hin, dass die Absicht bestand nach dem Bau des Chores den Umbau mit dem Langhaus fortzusetzen. Dieser Weiterbau kam allerdings nicht zustande, so dass es sich nun um eine Sattelkirche handelt. Die Sakristei entstand 1821.

## Interieur
Die Kirche zeigt keine Wandmalereien. Umso reicher ist das flache Holzdach im Langhaus dekoriert. Das Dach wurde, ebenso wie dasjenige der nahe verwandten Kirche von Halla, am Ende des 17. Jahrhunderts bemalt. Im Mittelfeld, das von einrahmenden Feldern mit Akanthus und Amoretten umgeben ist, werden die Dreifaltigkeit und heilige Gestalten dargestellt. 
Die Kanzel ist eine Arbeit des frühen 17. Jahrhunderts, die ursprünglich in der Schlosskirche der Visborg stand. Nach der Überführung nach Follingbo im Jahre 1684 wurden die Füllungen des Korbes mit Evangelistenporträts ausgemalt, 1744 wurde die Treppe errichtet und 1750 der Baldachin modernisiert. 
Auf dem Altar steht ein prächtig skulptierter und bemalter Altaraufsatz mit einer zentralen Kalvariengruppe. Er wurde der Kirche vom Bürgermeister Visbys, Carl Hindrich Lange und seiner Ehefrau gestiftet und in den 1740er Jahren angefertigt. Der Meister war wie in Fardhem wahrscheinlich Johan Hernell. 
Die Taufe stammt aus dem Mittelalter. Sie ist von becherähnlicher Form und wurde später mit dekorativer Malerei versehen. 
Das seit der Reformation übliche Kirchengestühl stammt in der Hauptsache aus dem 17. Jahrhundert. Auf den inneren Bankschirmen befinden sich von Abraham Beck 1707 gemalte Figuren, die Heilige und symbolische Gestalten darstellen. In der Sakristei werden weitere Bankschirme mit figuraler Malerei aufbewahrt. 
Die Orgelempore entstand im 18. Jahrhundert. Die Evangelisten in den Füllungen wurden von Johan Weller 1771/72 gemalt. Die Orgel wurde 1857 angeschafft. 
Rechts im Chor hängt ein Epitaph aus dem Jahre 1771 für die Pastorsfrau Helena Maria Stockman gemalt, von Johan Weller. Im Turm befindet sich ein modernes Epitaph für den Kreishauptmann Lars Söderhielm und seine Ehefrau. 
Ölgemälde in der Turmkammer zeigen die Anbetung der Hirten und die Betrauerung Christi. Beide sind Kopien nach Originalen des 17. Jahrhunderts. Ein Bild in der Sakristei, das Christus zeigt, „wie er wirklich aussah, als er in Menschengestalt umherging“ (mit Angabe der Maße), ist eine Kopie von 1697. 
Die Kirche wurde 1955/56 nach Plänen des Architekten B. Romare restauriert.